# Polypedates occidentalis
Espèce
Statut de conservation UICN

 DD  : Données insuffisantes
Polypedates occidentalis est une espèce d'amphibiens de la famille des Rhacophoridae.

## Répartition
Cette espèce est endémique du district de Thrissur dans l'État du Kerala en Inde,.

## Publication originale
- Das & Dutta, 2006 : New species of Polypedates (Anura: Rhacophoridae) from the Western Ghats, southwest India. Journal of Herpetology, vol. 40, p. 214–220.